# Vlag van Krimpen aan den IJssel

Vlag van Krimpen aan den IJssel
(sinds 2001)

Vlag van Krimpen aan den IJssel
(1958 - 2001)

De vlag van Krimpen aan den IJssel is op 5 april 2001 door de gemeenteraad vastgesteld als gemeentelijke vlag van de Zuid-Hollandse gemeente Krimpen aan den IJssel. 
De vlag heeft de kleuren van het gemeentewapen. Verder heeft de huidige vlag de kleuren rood en blauw. Samen met de kleur wit is dit een verwijzing naar de Nederlandse vlag. De witte banen zijn een verwijzing naar de grote rivieren Hollandse IJssel, de Nieuwe Maas en Sliksloot die door de gemeente voeren en samenkomen op Stormpolder. Verder is het gemeentewapen opgenomen in de vlag.

## Voorgaande vlag
Op 6 september 1958 stelde de gemeenteraad de volgende vlag vast voor de toenmalige gemeente:
Vijf banen van gelijke hoogte van wit en zwart.
De kleuren waren afgeleid van het gemeentewapen. 

### Verwante afbeeldingen

Wapen van Krimpen aan den IJssel

Alblasserdam
· Albrandswaard
· Alphen aan den Rijn
· Barendrecht
· Bodegraven-Reeuwijk
· Capelle aan den IJssel
· Delft
· Den Haag
· Dordrecht
· Goeree-Overflakkee
· Gorinchem
· Gouda
· Hardinxveld-Giessendam
· Hendrik-Ido-Ambacht
· Hillegom
· Hoeksche Waard
· Kaag en Braassem
· Katwijk
· Krimpen aan den IJssel
· Krimpenerwaard
· Lansingerland
· Leiden
· Leiderdorp
· Leidschendam-Voorburg
· Lisse
· Maassluis
· Midden-Delfland
· Molenlanden
· Nieuwkoop
· Nissewaard
· Noordwijk
· Oegstgeest
· Papendrecht
· Pijnacker-Nootdorp
· Ridderkerk
· Rijswijk
· Rotterdam
· Schiedam
· Sliedrecht
· Teylingen
· Vlaardingen
· Voorne aan Zee
· Voorschoten
· Waddinxveen
· Wassenaar
· Westland
· Zoetermeer
· Zoeterwoude
· Zuidplas
· Zwijndrecht